# 中澤正
中澤 正（中沢 正、なかざわ ただし、1927年1月6日-）は、料理史研究家、料理人。

## 人物・来歴
山梨県甲府生まれ。1939年4月上京、東駒形の伯父の家に寄食。その後外地で暮らし、1946年復員、47年関西へ移り、あなごや調理師会幹事高橋辰男に師事し大阪などで働く。1955年上京、日本橋室町一丁目和食信洲などで働く。1963年2月、鉄道弘済会中部支部に入会、とくがわ荘に勤務。この間、進士慶幹に師事して歴史を学んだ。日本料理講師。名古屋在住。

## 著書
- 『庖丁人の生活』雄山閣出版 生活史叢書 1971
- 『遊女物語』雄山閣出版 歴史物語文庫 1971
- 『ご遷宮の裏話』三重県郷土資料刊行会 三重県郷土資料叢書 1972
- 『戦国時代街道物語』雄山閣出版 物語歴史文庫 1972
- 『考証東海遊侠伝』雄山閣出版 物語歴史文庫 1973
- 『日本料理史考』篠田統監修　柴田書店 1977
- 『武田物語と信玄かくし湯』海越出版社 1988
- 『黄泉路への土産』クリタ舎 2006

## 注
1. ↑  『日本料理史考』著者紹介